# 源智
勢観房源智（せいかんぼうげんち、寿永2年（1183年）- 暦仁元年12月12日（1239年1月18日））は、鎌倉時代前期の浄土宗の僧。号は勢観房。妙法院法印。紫野門徒の祖。賀茂（かもの）上人ともいう。法然没後の京都における法然教団の維持に努めた。

## 生涯
父は平師盛と伝わる。平家滅亡後、北条時政のもと「平孫狩り」が横行しその後に、母と共に京都普照寺奥大覚寺北に潜伏していた平維盛の子の平高清（六代）が斬られかけるなど、鎌倉幕府治政下で、平家の遺児が生きていくことは困難を極めていた。そのため、建久6年（1195年）、源智13歳、法然63歳のときに、法然の室に入る。法然に帰依した九条兼実の実弟である天台座主慈円のもとで出家得度した。そして、基礎教育のために、法然の高弟の真観房感西について勉学に励む。しかし正治2年（1200年）、18歳のときに、感西が亡くなる。感西の臨終の際、源智が「形見のために、要文を書いてほしい」というと、「如来の本誓は、一毫（いちごう）もあやまり給ふ事なし。ねがはくはほとけ决定して、我を引接（いんじょう）し給へ。南無阿弥陀仏」という『往生要集』の一節が書き与えられたが、感西の遺弟たちは、この文を「要集ノ肝心」と呼んだ。感西没後、法然の元に帰参する。それ以来、法然が没する建暦2年（1212年）まで、約12年間、入室以来約18年の長きにわたり、法然に近侍した。
建暦2年、法然の臨終の2日前に、「一枚起請文」を授けられた。源智は法然自筆の「一枚起請文」を生涯、首に懸け秘蔵していたが、源智に帰依した河合（ただす）の法眼の所望に応じ、それを授与し、それによって「一枚起請文」として世間に流布したという。金戒光明寺が所蔵するものが、源智に与えられた法然真筆のものであると伝えられている。その他、法然から、円頓戒の道具、本尊（南禅寺畔の西福寺の本尊として伝わる）、現知恩院の地である大谷の坊舎、聖教などを譲られた。法然の中陰法要において、五七日の檀那となっている。
法然没後に生じた、天台宗の延暦寺衆徒が法然教団を弾圧した嘉禄の法難のために、大谷の坊舎は、法然の廟所を含めて荒廃した。文暦元年（1234年）、奏聞を遂げ、四条天皇から仏殿に「大谷寺」、廟額に「知恩教院」、総門に「華頂山」の勅額を賜り、大谷の坊舎を「知恩院」として再興した。法然を知恩院初代とし、源智を知恩院二世としている。度重なる専修念仏に対する弾圧にもかかわらず、法然教団の維持に努めた。
嘉禎3年（1237年）、法然教団の将来を鎮西義の弁長（浄土宗二祖）に託する書状を書いたと言われる。
暦仁元年12月12日（1239年1月18日）、法然が住んだ賀茂の河原屋の旧跡である功徳院で、56歳で没した。この功徳院は、後に移転して百万遍知恩寺となった。知恩院と同様に、法然を知恩寺初代とし、源智を知恩寺二世としている。そのほか金戒光明寺も同様に源智を二世とする。
弟子に知恩寺3世蓮寂房信慧・浄信・宿蓮があり、この門流を紫野門徒という。
建治2年（1276年）、鎮西義の弁長の弟子である良忠（浄土宗三祖）が鎌倉から京にやってくると、間もなくして信慧は良忠と東山の赤築地（あかつじ）において談義を行い、両流を校合してみたところ、相違するところが全くなく符合したので、以後源智の門流は別流を立てずに、鎮西義に合流した（「赤築地の談」）。
これにより、紫野門徒の拠点であった百万遍知恩寺と知恩院は鎮西義の京での有力な拠点となった。

## 人物
源智の生涯は、ひたすら「隠遁」に努め、自分の行に邁進した。たまたま仏法上の話題となり、聞く者が5～6人と多くなると、「人々を惑わす天魔の勢力を増してしまう、ものものしい」と言って、止めるほどであった。このような控えめな態度にもかかわらず、知恩院の再興、後述の玉桂寺阿弥陀如来像造立への結縁活動など、法然没後の法然教団の維持に多大な貢献をした。
源智が所持していた、法然から授与された金字の「南無阿弥陀仏」の六字名号を、力づくで熊谷直実に奪われてしまったが、後にその六字名号を源智に返還することを直実に諭す法然の書簡（『源空、証空自筆消息』、重要文化財）が、清凉寺に残っている。

## 著書
- 『選択要決』[14]
  - 法然没後、『選択本願念仏集』に対する、批判や疑問に答えたもの。源智は、法然から『選択本願念仏集』の書写を直接許された、6人のうちの一人といわれている[15]（他は、隆寛、幸西、弁長、証空、親鸞）。
- 『法然上人伝記』（醍醐本）[16]
  - 大正6年（1917年）に醍醐寺三宝院から発見された『法然上人伝記』（醍醐本）は、源智が書き記されたといわれるものを、醍醐寺座主義演が江戸時代初期に書写させたものである。法然没後30年、源智没後4年の仁治3年(1242年)頃、源智の弟子が遺品の整理中に発見した、源智の法然からの伝聞、法然の法語の記録を編集したのではないかとも言われている[17]。そこには悪人正機説の「善人尚以往生況悪人乎(善人尚もって往生す。況んや悪人をや)」の法語が法然の「口伝」として書かれている[18]。

## 玉桂寺阿弥陀如来像
昭和49年（1974年）に（秋葉山十輪院）玉桂寺が、文化庁美術工芸課と滋賀県教育委員会との文化財集中地区特別調査の対象となった。その際、快慶の流派の作風である安阿弥様の阿弥陀如来像が発見された。その阿弥陀如来像に内蔵された「阿弥陀仏造立願文」により、その像が、法然の死亡した建暦2年（1212年）に、師の法然の恩徳に報いるために、源智が中心となって造立されたことが記されている。その中で還相回向の思想が明文化されている。また、同じく像内にあった「結縁交名帳」には、近畿・中国・東海・北陸・東北・蝦夷の、身分の上下を問わずに、4万6千名分記載され、源智の法然教団における組織力が示されている。その像は、昭和56年（1981年）に重要文化財に指定され、平成22年（2010年）に、法然の800年大遠忌を記念して、玉桂寺から浄土宗へと譲渡された。